# Cavedago

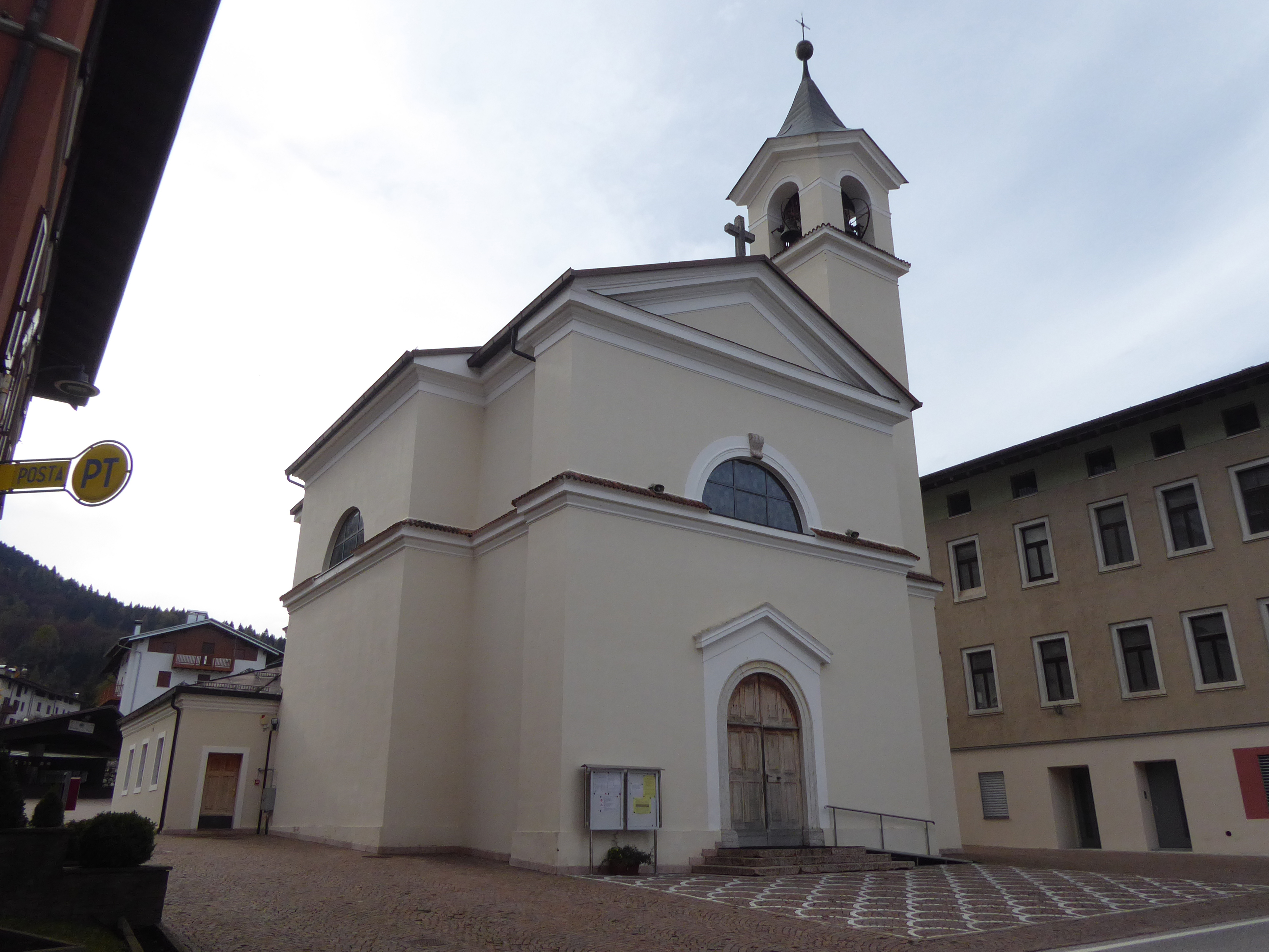
Chiesa di San Lorenzo martire

Cavedago (Ciavedàc' o Ciavedài in noneso) è un comune italiano di 614 abitanti della provincia autonoma di Trento in Trentino-Alto Adige.
Il paese è noto per la sua posizione favorevole, non distante dagli impianti di risalita e dal lago di Molveno.

## Descrizione

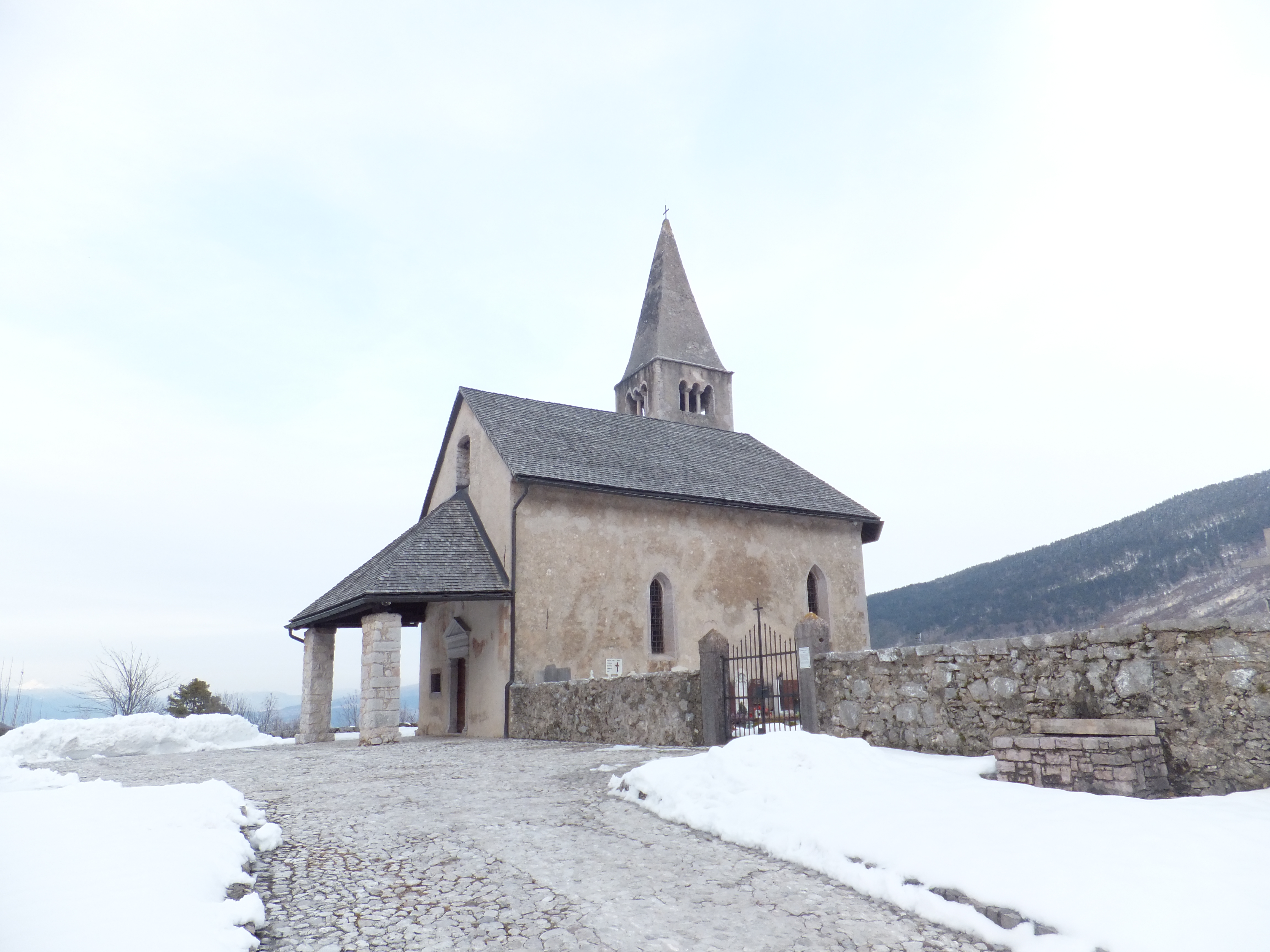
La chiesa di San Tommaso

Non ha una struttura convenzionale, è composto infatti da una serie di masi, distribuiti su una superficie piuttosto ampia ai fianchi della statale ss 421 che dalla "Rocchetta" (imbocco a Mezzolombardo) sale verso Andalo e Molveno collegando la Piana Rotaliana all'altopiano della Paganella. 
Comodamente adagiato su un'ampia distesa verdeggiante e circondato da prati e boschi, Cavedago presenta una spettacolare panoramica che spazia su tutta la Val di Non.
Scendendo la statale provenendo da Andalo si trovano i primi edifici di Cavedago a Maso Daldoss a quota 970 m (la parte più alta e direttamente confinante con il territorio del comune di Andalo). 
Sfiorando i masi Dalsass, Maset e Tomas, si giunge nella zona ospitante la chiesa ed il municipio (862 m), situata tra il ponte sul Rio Lavezòl ed il Maso Canton.
All'uscita di questo piccolo insediamento urbano ci si trova di fronte ad una spianata erbosa denominata Pian Alt (828 m). Il Maso di Sedriago, confinante col comune di Spormaggiore, è il limite inferiore del comune di Cavedago.
Cavedago, pur conservando la sua identità rurale, negli ultimi anni sta aumentando esponenzialmente il suo afflusso turistico. Dispone di hotel, alberghi e molti appartamenti.
Tracce delle origini di Cavedago meritevoli di attenzione sono le tre arcate dell'antico ponte sul rio Lavezòl e la chiesa di San Tommaso.

## Storia

### Simboli
Lo stemma e il gonfalone sono stati concessi con decreto del presidente della Repubblica del 16 marzo 1956.
Lo stemma comunale raffigura il caratteristico ponte Forego, diventato oggi una testimonianza storica e architettonica per le sue tre arcate costruite, una sull’altra in epoche differenti (XIII sec., 1862 e 1916).
Il gonfalone è un drappo partito di rosso e di bianco.

## Monumenti e luoghi d'interesse

### Architetture religiose
- Chiesa di San Lorenzo
- Chiesa di San Tommaso

## Società

### Evoluzione demografica
Abitanti censiti

### Enti e associazioni
- Gruppo ANA - pres. Walter Viola
- Gruppo "El Filò" - responsabile Isabella Roncador

## Cultura

### Biblioteche
- Biblioteca intercomunale "Altopiano Paganella Brenta"[10]

### Eventi
- Magnada fra i Masi (10 agosto 2008 - 10ª edizione)
- Ciaspolada gastronomica di fine anno (28 dicembre 2008 - 2ª edizione)
- Serata di Capodanno

## Sport
- Associazione Sportiva Dilettantistica Cavedago - A.S.D. Cavedago